# Jack Shea (patinage de vitesse)
Pour les articles homonymes, voir Jack Shea et Shea.
John Amos Shea dit Jack Shea, né le 7 septembre 1910 et mort le 22 janvier 2002, est un patineur de vitesse américain.
Il a remporté deux médailles d'or aux Jeux olympiques d'hiver de 1932 (500 m et 1500 m), mais ne défendra pas ses titres aux Jeux olympiques d'hiver de 1936 pour des raisons religieuses et politiques.
Son petit-fils, Jimmy Shea, est également champion olympique (skeleton aux Jeux olympiques d'hiver de 2002).